# 鎌倉みどり
鎌倉 みどり（かまくら みどり、2月11日 - ）はフリーアナウンサー。高知県高知市出身。
高知県立高知西高等学校、大東文化大学卒業。鹿児島放送アナウンサーを経てフリーに。TBSスパークル（旧：キャスト・プラス）→ number 3 所属。
TBSラジオ『こども音楽コンクール』のお姉さんを務めた後、NHKラジオ第1で長年にわたり朝の声として親しまれる。1994年NHKラジオセンター長賞受賞。
現在、NHK Eテレ『手話ニュース845』・『こども手話ウイークリー』アナウンス、TBSテレビ『月曜ゴールデン』・『A-Studio』の解説放送、NHK-FM『DJクラシック〜広上淳一の”音楽ってステキ”』などに出演。

## 出演経歴
NHK
おはようラジオセンター キャスター

放送研修センター企画 自由学校 キャスター

ゆく年くる年中継

大河ドラマ「篤姫」トークショーMC

NHK Eテレ
手話ニュース845

こども手話ウイークリー アナウンス
 
10minutes

日本賞

週間手話ニュース

きょうの料理CD-ROM

NHKラジオ第一
「季節の野鳥」

「ふれあいラジオパーティー」

「新日曜名作座」他

NHK FM
DJクラシック

ベストオブクラシック

「まろのSP日記」司会

「FMシアター」

NHKデジタルラジオ
「くらしに役立つ法律相談」(動画)キャスター
 
「みんなのワンニャン生活」インタビュアー 

TBS
こども音楽コンクール MC
 
開局35周年特番 武道館コンサート MC

ジェームス三木のお母さんの学校 MC

TBSテレビ
CBS Morning　News

月曜ゴールデン ・ A-Studio　解説放送

TBSラジオ
早起き倶楽部 パーソナリテイー
BS日テレ
俳句の歳時記〜五七五のきらめき〜MC 
テレビ朝日
ザ・スクープ
ドラマ はみだし刑事
フジテレビ
SURPRIZE